# What Hides Beneath
What Hides Beneath (Lo  que se esconde debajo en Latinoamérica, Lo que se esconde bajo la superficie en España) es el octavo episodio de la serie de drama y ciencia ficción de TNT, Falling Skies. El episodio fue escrito por Mark Verheiden y dirigido por Anthony Hemingway y salió al aire el 31 de julio de 2011 en E.U.

## Argumento
El Coronel Porter llega a la 2nd Mass con noticias sobre un ataque coordinado a la base de los Skitters con explosivos y van en busca de Pope para saber que tanto puede ayudarles; en la enfermería, Weaver descubre un dibujo de Rick y se pone algo nervioso y molesto al mismo tiempo y le pregunta a que se debe el dibujo, Anne le responde que es un tipo de terapia; Rick le regala el dibujo a Weaver. 
El Capitán Weaver ordena a Mason haga un reconocimiento de la zona, pero Mason lo nota extraño y lo comenta con Hal y Dai, Weaver los escucha y decide relevar a Dai y tomar su lugar para hacer el reconocimiento. 
Ben acude a su cita con la Dra. Glass y Anne se da cuenta de que algo anda mal con las púas del chico, así que llama a Lourdes y le pide que guarde el secreto: experimentarán con un Skitter muerto, al cortar su piel, ambas se dan cuenta de que los aliens también tenien arneses en su interior, lo que las lleva a una terrible conclusión: antes de ser Skitters eran algo más y que los arneses, después de llevarlos por mucho tiempo, comienzan mutaciones en el individuo que lo porta.
En la misión de reconocimiento, Hal, Tom y Weaver se dan cuenta de que la arquitectura de los aliens es la misma que la de los humanos y descubren a una nueva especie de extraterrestres: una especie bípeda y humanoide, de color gris, delgada y muy alta que parecen ser los líderes de la invasión. Matt sostiene una conversación con Pope sobre los Mech dándole una gran idea para fabricar nuevas armas. 
De regreso a la escuela, Tom, Hal y Weaver se encuentran a una mujer que se hace llamar Sonja y que los invita a pasar a su casa, sólo los Mason entran y Weaver se queda a vigilar.
Dentro de la casa de Sonja, ella les cuenta su historia: le dice que fue capturada por los Skitters y que después fue liberada, ya que la gente de su edad no les sirve de mucho; Hal y Tom descubren que Weaver se ha ido y se van, siguiéndolo. 
Al llegar a la casa de Weaver, éste también le cuenta su historia a Tom, explica que él se había separado de su esposa antes de la invasión y no la encontró cuando comenzó el ataque. Encontró a su hija menor que había sido capturada y portaba un arnés y sin querer la mató queriendo liberarla del arnés y le da a entender a Tom que se rendirá, pero son interrumpidos cuando Hal se de cuenta que un Mech va directo a la casa del Capitán e improvisan un ataque, destruyéndolo, también se dan cuenta de que la única que sabía dónde estaban era Sonja, así que regresan por ella; ahí, Hal descubre que Karen también tiene un arnés e intenta rescatarla, pero Weaver y Tom se lo impiden, porque no hay manera de que puedan recuperarla sin alertar a los aliens de su presencia.
Al regresar al campamento, Pope hace una demostración de lo que ha creado: ha reciclado el metal del que fueron hechos los Mechs y ha creado balas que los atraviesan al primer intento. Rick y Ben observan esto de lejos, y cuando ven lo que las nuevas balas pueden hacerle a los Mechs, Rick se marcha furioso.

## Elenco
| - Noah Wyle como Tom Mason. - Moon Bloodgood como Anne Glass. - Drew Roy como Hal Mason. - Jessy Schram como Karen Nadler. - Maxim Knight como Matt Mason. - Connor Jessup como Ben Mason. - Seychelle Gabriel como Lourdes Delgado. - Peter Shinkoda como Dai. - Colin Cunningham como John Pope. - Mpho Koahu como Anthony. - Will Patton como Capitán Weaver. | - Daniyah Ysrayl como Rick Thompson. - Dale Dye como Coronel Porter. - Blair Brown como Sonya Rankin. |

## Recepción

### Recepción del público
En su estreno original estadounidense, "What Hides Beneath" fue visto por una audiencia estimada de 4.31 millones de hogares, según Nielsen Media Research. El episodio recibió una calificación de 1,5 entre los espectadores con edades comprendidas entre los 18 y 49 años, es el episodio con más alta calificación desde el estreno de la serie.

### Recepción de la crítica
Eric Goldman, de IGN le dio al episodio una puntuación de 8/10, disfrutando de historia la de Weaver. "El hecho de que Weaver, en su intento de eliminar el arnés de su hija, terminó matándola era un aspecto muy oscuro y sombrío para añadir al personaje - y muy convincente", dijo.